# إرنستو مارتنز
إرنستو مارتنز (بالإسبانية: Ernesto Martens)‏ هو مهندس مكسيكي، ولد في 28 يناير 1933.